# Olga Siemaszko

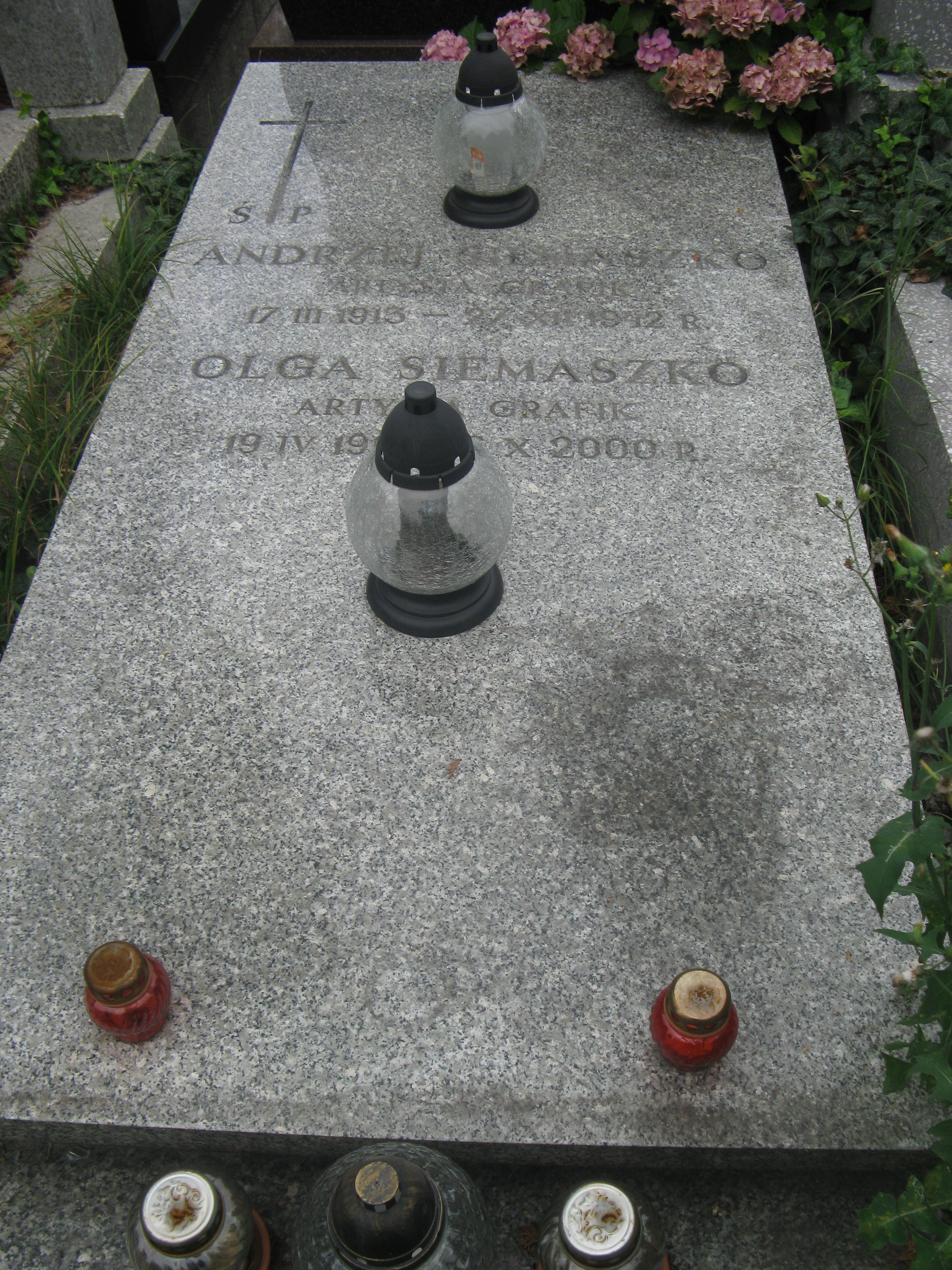
Grób Olgi Siemaszko na cmentarzu Wojskowyn na Powązkach w Warszawie

Olga Aleksandra Siemaszko (ur. 19 kwietnia 1911 w Krakowie, zm. 6 października 2000 w Warszawie) – polska graficzka, malarka i ilustratorka książek.

## Życiorys
Córka Abrama Joska Bindera i Frajdy z domu Glasscheib. Miała brata Ernesta Jerzego Bindera. W 1935 ukończyła krakowską Szkołę Przemysłu Artystycznego, a następnie kontynuowała naukę w warszawskiej Akademii Sztuk Pięknych, jej wykładowcami byli Mieczysław Kotarbiński (malarstwo), Tadeusz Kulisiewicz (rysunek), Edmund Bartłomiejczyk (grafika) i Stanisław Ostoja-Chrostowski (grafika warsztatowa). Po ukończeniu studiów w 1939 wyjechała do Lwowa, gdzie zastał ją wybuch II wojny światowej. Była członkiem Związku Plastyków Radzieckich, jej prace uczestniczyły w wystawach w Kijowie i Moskwie. W 1945 zamieszkała w Warszawie, została kierownikiem artystycznym w nowo tworzonej redakcji tygodnika „Świerszczyk”. Współpracowała z wydawnictwem Czytelnik, a w zakresie ilustrowania książek z Janem Marcinem Szancerem. Była zaangażowana w ilustrowanie książek i czasopism dla wydawnictw w Warszawie i Łodzi, natomiast dla Centralnej Wytwórni Filmowej stworzyła wiele plakatów.
W latach 1945–1948 była członkiem PPR, od 1948 roku należała do PZPR. 
Około roku 1969 wykonała ilustracje do wydanego w 1971 r. przez wydawnictwo Książka i Wiedza zbioru prozy obozowej autorstwa Marii Zarębińskiej-Broniewskiej i wierszy Władysława Broniewskiego, pt. Ręka umarłej. W twórczości Siemaszko ilustracje te zajmują szczególne miejsce jako prawdopodobnie jedyne, w których artystka podjęła bezpośrednio temat Zagłady. Oryginały tych ilustracji znajdują się w kolekcji Muzeum Historii Żydów Polskich POLIN.
Spoczywa na cmentarzu Wojskowym na Powązkach w Warszawie (kwatera IIB 28-4-29).

## Ilustrowane wydawnictwa (wybrane)
Ocenia się, że Olga Siemaszko zilustrowała ponad dwieście książek dla dzieci, jej rysunki cechowała bogata kolorystyka i stosowanie umiarkowanej groteski. Ilustrowała m.in.:
- Historia toczonego dziadka i malowanej babki, Janina Broniewska, Czytelnik, Warszawa 1947.
- Wycinanki z morskiej pianki, Włodzimierz Słobodnik, Czytelnik, Warszawa 1956.
- Urodziny motyla, Jerzy Ficowski, Biuro Wydawnicze „Ruch”, Warszawa 1965.
- Alicja w krainie czarów, Lewis Carroll, Nasza Księgarnia, Warszawa 1969.
- O lwie, który lubił truskawki, Claude Aveline, Nasza Księgarnia, Warszawa 1970.
- Baśnie, Jerzy Afanasjew, Biuro Wydawnicze „Ruch”, Warszawa 1971.
- Biuro paszportowe, Jerzy Kierst, Nasza Księgarnia, Warszawa 1974.
- Księżniczka na opak wywrócona, Pedro Calderón de la Barca, Czytelnik, Warszawa 1974.
- Najlepszy kucharz, Igor Sikirycki, Krajowa Agencja Wydawnicza RSW Prasa – Książka – Ruch, Warszawa 1975.
- Dokąd chodzi mały lew, Hana Doskočilová, Krajowa Agencja Wydawnicza, Warszawa 1977.
- Dzieje Elfów, Hans Christian Andersen, Nasza Księgarnia, Warszawa 1978.
- W Wojtusiowej izbie, Janina Porazińska, Czytelnik, Warszawa 1978.
- Kalif bocian, Wilhelm Hauff, Krajowa Agencja Wydawnicza, Warszawa 1983.
- Uczeń czarnoksiężnika, Johann Wolfgang Goethe, Nasza Księgarnia, Warszawa 1984.
- Wesołe Luletki, Joanna Pollakówna, Arka, Wrocław 1985.
- Bajeczki, Józef Ignacy Kraszewski, Krajowa Agencja Wydawnicza, Warszawa 1985.
- Paweł i Gaweł, Aleksander Fredro, Nasza Księgarnia, Warszawa 1988.

## Współpraca
Jest uznawana za jedną z najważniejszych postaci Polskiej Szkoły Ilustracji. Do klasyki polskiej ilustracji należą ilustracje w książkach Tomcio Paluch, Alicja w Krainie Czarów i Uczeń czarnoksiężnika. Stale współpracowała z licznymi wydawnictwami, były m.in. Czytelnik, Instytut Wydawniczy „Nasza Księgarnia”, Biuro Wydawnicze „Ruch”, Krajowa Agencja Wydawnicza, Młodzieżowa Agencja Wydawnicza, Książka i Wiedza, Bohem Press, Graphis, Arka, Ludowa Spółdzielnia Wydawnicza, Wydawnictwa Akcydensowe.

## Ordery i odznaczenia
- Krzyż Kawalerski Orderu Odrodzenia Polski (11 lipca 1955)[5]
- Złoty Krzyż Zasługi (22 lipca 1952)[6]
- Medal 10-lecia Polski Ludowej (19 stycznia 1955)[7]
- Medal Komisji Edukacji Narodowej (1975)

## Nagrody i wyróżnienia
- Nagroda Prezesa Rady Ministrów za twórczość dla dzieci (1951)
- Nagroda Honorowa na I Ogólnopolskiej Wystawie Książki i Ilustracji (1951)
- Nagroda Państwowa III Stopnia (1953)
- I Nagroda na II Ogólnopolskiej Wystawie Ilustracji, Plakatu i Drobnych Form (1955)
- Złoty Medal na Międzynarodowej Wystawie Sztuki Edytorskiej - pierwsza polska laureatka nagrody IBBY (1959)
- Dyplom na XII Triennale Sztuki Użytkowej w Mediolanie (1960)
- Nagroda II Stopnia Ministra Kultury i Sztuki na wystawie „Książka i Ilustracja w XV-leciu PRL” (1962)
- II Nagroda w Konkursie organizowanym przez RSW Prasa-Książka-Ruch na opowieść obrazkową (1973)
- Wyróżnienie Polskiego Towarzystwa Wydawców Książek za opracowanie graficzne i ilustracje do książki Księżniczka na opak wywrócona Pedro Calderón de la Barcy (1979)
- Nagroda PTWK za Kalifa Bociana Wilhelma Hauffa (1984)
- Nagroda PTWK za Bajeczki J.I Kraszewskiego (1986)
- Medal Polskiej Sekcji IBBY za Całokształt Twórczości dla Dzieci i Młodzieży (2000)[8]